# Blokwerk
Het blokwerk is een oude variant van het pijporgel, zonder registers, waarin alle onderling gekoppelde pijpen tegelijkertijd klinken. Iedere toetsaanslag brengt dus alle bijbehorende pijpen tot klinken. Een blokwerk kan tot wel negentig pijpen per toets bevatten. Het gaat dus feitelijk om een orgel met één grote mixtuur. Het pijpwerk, meestal gemaakt van metaal, is gestemd in octaven en kwinten (soms waren er ook pijpen van 32 voet). Vanaf de late middeleeuwen gingen de instrumenten ook tongwerken en fluitregisters bevatten.
De eerste vermelding van een blokwerk stamt uit een tekst van Wulfstan van Winchester, die rond het jaar 1000 een blokwerk beschreef - wellicht met enige overdrijving - van maar liefst 400 pijpen. Hanoch Avenary maakte melding van enkele blokwerken met kwinten uit de 11e eeuw, terwijl Rudolf Quoika schrijft over een blokwerk uit de twaalfde eeuw van een III-sterke mixtuur met enkel octaven in het orgel van de kathedraal van Freising. Het Glossarium Salomonis (1245) van Conrad von Scheyern spreekt van een blokwerk met zes pijpen per toets.
Michael Praetorius beschrijft in zijn werk Syntagma musicum (1619) een blokwerk uit Halberstadt, gebouwd tussen 1357 en 1361. Een traktaat uit 1440 van Henri Arnaut de Zwolle spreekt over het blokwerk van de kathedraal van Dijon, dat gebouwd werd in 1350. Volgens dit traktaat bestonden er ook blokwerken waarbij het mogelijk was het achtvoetskoor (de Prestant 8’) afzonderlijk te bespelen.
Geen enkel blokwerk heeft ongeschonden de 21e eeuw gehaald.

## Muziek voor blokwerkorgels
- Robertsbridge Codex, ca. 1320
- Codex Faenza, ca. 1420
- Orgelstukken uit de Prekenverzameling uit Winsen, 1431
- Tabulatuur van Adam Ileborgh van Stendal, 1448